# دادگاه محمد مصدق

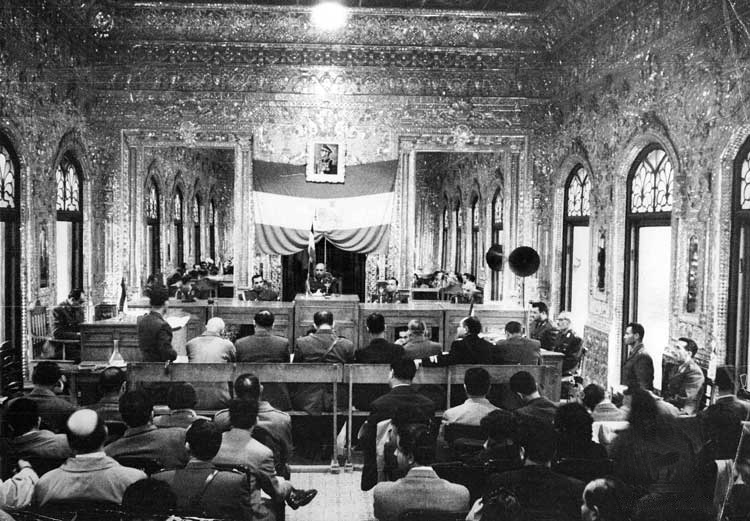
تصویری از دادگاه

نوشتار دادگاه محمد مصدق به شرح محاکمه محمد مصدق شصت و دومین نخست وزیر ایران می‌پردازد که در پی کودتای ۲۸ مرداد ۱۳۳۲ خورشیدی از کار برکنار شده بود. دو اتهام اصلی وی که در دادگاه نظامی مورد بررسی قرار گرفت تلاش برای برهم زدن اساس سلطنت و کودتا علیه قانون اساسی بود. در جریان محاکمه مصدق بارها مشروعیت این دادگاه را زیر سؤال برد.

## پیش زمینه
در قرن بیستم میلادی نفت خاورمیانه نقشی تعیین‌کننده در تصمیمات سیاسی غرب در این منطقه داشت و شرکت‌های آمریکایی و بریتانیایی کنترل منابع نفت را برای چند دهه در اختیار داشتند.
از میانه قرن بیستم و پایان جنگ جهانی دوم جنبش‌های استقلال طلب در دنیا رو به گسترش بود و در ایران نیز طیف سیاسیون ملی‌گرا جایگاه ویژه‌ای می‌یافتند، جبهه ملی نیز در چنین فضایی تشکیل شد و با پیروزی چشم‌گیری که در انتخابات دوره شانزدهم مجلس شورای ملی به دست آورد راه برای تبدیل طرح ملی شدن صنعت نفت ایران به رهبری مصدق در ۲۹ اسفند ۱۳۲۹ هموار شد، سال بعد مصدق نخست وزیر ایران می‌شود و نخستین هدفش اجرای قانون ملی شدن صنعت نفت بود و مذاکرات با شرکت نفت ایران و انگلیس را آغاز کرد. بریتانیا ملی شدن صنعت نفت ایران را نپذیرفت و حتی به شورای امنیت و دیوان بین‌المللی لاهه شکایت برد، که نتیجه‌ای در پی نداشت، به این ترتیب پیگیری حقوقی این پرونده از مجاری بین‌المللی به بن‌بست رسید، این امر و از دست رفتن منافع بریتانیا از یک سو و روابط دولت وقت با اتحاد جماهیر شوروی و تهدید کمونیسم از سوی دیگر باعث شد که آمریکا و بریتانیا برای طراحی و اجرای طرح یک کودتا برای سرنگونی دولت مصدق با هم متحد شوند و در ۲۸ مرداد ۱۳۳۲ دولت محمد مصدق سرنگون و دوران نخست وزیری فضل‌الله زاهدی آغاز شد.